# シャンタヌ・ナラヤン
シャンタヌ・ナラヤン（Shantanu Narayen，テルグ語: శాంతను నారాయణ్, 1962年5月27日 - ）は、インド・ハイデラバード出身のインド系アメリカ人実業家。アドビの会長、社長兼CEOである。また、アドビ財団の理事長も務めている。2005年より社長兼COOを務め、2007年より現職。

## 経歴
ナラヤンはインドのハイデラバードでプラスチック会社を経営していた父とアメリカの文学を教えている母の間に二番目に生まれた。テルグ語を話す家族で育った。
ハイデラバードのハイデラバード公立学校に行った後、オスマニア大学工学部の電子工学と通信工学の学士号、カリフォルニア大学バークレー校のMBA、オハイオ州ボーリンググリーン州立大学のコンピュータサイエンスの修士号を取得した。
卒業後、Measurex Automation Systemsに入社した。その後、Appleに転職し、1989年から1995年にかけて、シリコングラフィックスとのコラボレーション担当ディレクターとして、デスクトップなどコラボレーション製品のマネージャーを務めた後、インターネットを介したデジタルフォトシェアの概念を開拓した「ピクトラ (Pictra Inc.)」を共同設立した。
1998年に製品リサーチの副社長としてアドビシステムズに入社し、その後、ワールドワイド製品担当のエグゼクティブ・バイスプレジデントを経て2005年、社長兼COOに就任した。
2007年11月、ブルース・チゼンCEO退任に伴い、45歳で後継CEOに任命された。
2011年、バラク・オバマ大統領はナラヤンを経営諮問委員会のメンバーに任命した。
2011年5月、母校であるボーリンググリーン州立大学から名誉博士号を取得した。
2012年、同社の看板商品Adobe Creative Suiteの販売を中止し、サブスクリプションモデルのAdobe Creative Cloudを発表した。
その他にも、デルの取締役、カリフォルニア大学バークレー校の諮問委員会に就任している。